# Ayub Kalule
Ayub Kalule (* 6. Januar 1954 in Kampala, Uganda) ist ein ehemaliger ugandischer Profiboxer, der in Dänemark lebte und trainierte. Er war von Oktober 1979 bis Juni 1981 Weltmeister der WBA im Halbmittelgewicht und damit Ugandas erster Profiweltmeister im Boxen. Darüber hinaus war er von Juni 1985 bis Februar 1986 Europameister der EBU im Mittelgewicht.
Als Amateur gewann er unter anderem die Goldmedaille im Halbweltergewicht bei den Weltmeisterschaften 1974. Er wurde damit der bislang einzige ugandische Amateur-Weltmeister im Boxsport (Stand: 2021).

## Persönliches
Ayub Kalule ist in Kampala geboren und aufgewachsen. Er besuchte die dortige Nsambya Police Primary School und die Modern Senior Secondary School. Mit dem Boxsport begann er 1968, ab 1972 gehörte er dem Kampala Boxing Club an und wurde 1973 in das Nationalteam aufgenommen. Sein Trainer war Peter Sseruwagi. 1976 begann er eine Karriere als Profiboxer in Dänemark.
Am Ende seiner Profikarriere 1986 zog er nach Kenia, wo er Inhaber einer Textilreinigungsfirma und eines Fitnessstudios wurde. Fünf Jahre später zog er zurück nach Uganda, gründete eine Fischfarm und trainierte Nachwuchsboxer.

## Amateurkarriere
Ayub Kalule gewann im Januar 1974 die Goldmedaille im Leichtgewicht bei den Commonwealth Games in Christchurch und im August 1974 die Goldmedaille im Halbweltergewicht bei den Weltmeisterschaften in Havanna. Er besiegte dabei unter anderem die Olympiateilnehmer Kalevi Marjamaa und Mark Harris, den Europameister und Olympiateilnehmer Ulrich Beyer, sowie den olympischen Medaillengewinner Wladimir Kolew. Im November 1974 gewann er ebenfalls Gold im Halbweltergewicht bei den Afrikameisterschaften in Kampala.
Eine Teilnahme an den Olympischen Spielen 1976 in Montreal blieb ihm verwehrt, da Uganda und weitere afrikanische Länder die Spiele boykottierten.

## Profikarriere
Im Zuge eines Aufenthaltes mit dem Nationalteam in Dänemark, wurde Kalule dort vom dänischen Promoter Mogens Palle unter Vertrag genommen. Von April 1976 bis September 1979 gewann er 30 Kämpfe in Folge, davon 17 vorzeitig, wobei 27 Gegner eine positive Kampfbilanz vorweisen konnten. Er besiegte unter anderem Elisha Obed (68-2), Miguel Castellini (62-6), Johnny Baldwin (33-2), Ray Seales (46-4) und Kevin Finnegan (32-8). Im Mai 1978 gewann er den Commonwealth-Titel im Mittelgewicht.
Am 24. Oktober 1979 boxte er im Alter von 25 Jahren in Akita um den WBA-Weltmeistertitel im Halbmittelgewicht und siegte dabei einstimmig nach Punkten über 15 Runden gegen den japanischen Titelträger Masashi Kudō (23-0). Im Dezember 1979 verteidigte er den Titel einstimmig gegen Steve Gregory (20-0), sowie 1980 jeweils gegen Emiliano Villa (37-6), Marijan Beneš (19-2) und Bushy Bester (19-2). In seiner fünften Titelverteidigung, am 25. Juni 1981, verlor er in Houston durch TKO in der neunten Runde gegen Ray Leonard (29-1).
Durch vier Siege in Folge, darunter gegen Andoni Amana (42-3) und Oscar Albarado (57-12), erhielt Kalule am 17. Juli 1982 eine erneute Titelchance um den WBA-Gürtel im Halbmittelgewicht, der im September 1981 von Ray Leonard niedergelegt und im Februar 1982 von Davey Moore erkämpft worden war. Kalule verlor den Kampf gegen Moore (10-0) in Atlantic City durch TKO in der zehnten Runde. Auch seinen nächsten Kampf am 13. November 1982 verlor er durch TKO in der siebenten Runde gegen Mike McCallum (16-0).
In seinen folgenden sechs Kämpfen blieb er wieder siegreich und bezwang dabei unter anderem Lindell Holmes (21-3), sowie am 20. Juni 1985 Pierre Joly (26-3), wodurch er den vakanten EBU-Titel im Mittelgewicht gewann. Im Dezember 1985 besiegte er in einer Titelverteidigung Sumbu Kalambay (37-2). Seine zweite Titelverteidigung und seinen gleichzeitig letzten Kampf verlor er am 5. Februar 1986 gegen Herol Graham (34-0).